# Canis lupaster
Canis lupaster — вид хижих ссавців роду Пес (Canis) родини Псові (Canidae).

## Поширення
Вид поширений на півночі та північному сході Африки. Ареал виду займає територію від Сенегалу на схід до Єгипту, включаючи Марокко, Алжир, Туніс і Лівію на півночі до Нігерії, Чаду і Танзанії на півдні. Зустрічається у степових та напівпустельних рівнинних районах, у тому числі в арідних регіонах. У Атлаських горах цей вид спостерігався на висоті до 1800 метрів.

## Систематика
Вперше вид описаний у 1820 році Фредеріком Кюв'є. У 1832 році Вільгельм Гемпріх та Крістіан Ґоттфрід Ернберг описали єгипетський вид вовка під назвою Canis lupaster. Проте невдовзі, на основі схожості форми черепа та морфології зубів, Canis anthus було визнано північноафриканською формою звичайного шакала (Canis aureus), а Canis lupaster — підвидом вовка (Canis lupus).
У 2015 році проведено генетичний аналіз мітохондріальних ДНК особин з різних місцезнаходжень. Виявилося, що африканські шакали не мають нічого спільного з євразійським. Вони знаходяться ближче до звичайного вовка та еволюційно розійшлися з ним 1,7 млн років тому. Тому було відновлено видове ім'я Canis anthus.

### Підвиди
За результатами генетичного аналізу ДНК 2015 року, було запропоновано вид розділити на 6 підвидів:
| Підвиди                             | Автор                        | Ареал                                           | Синоніми |
| ----------------------------------- | ---------------------------- | ----------------------------------------------- | --- |
| Алжирський вовк Canis a. algirensis | Wagner, 1841                 | Алжир, Марокко, Туніс                           | barbarus (C. E. H. Smith, 1839) grayi (Hilzheimer, 1906) tripolitanus (Wagner, 1841)                               |
| Сенегальський вовк Canis a. anthus  | F. Cuvier, 1820              | Сенегал                                         | senegalensis (C. E. H. Smith, 1839)                                                                                |
| Серенгетський вовк Canis a. bea     | Heller, 1914                 | Кенія, Танзанія                                 | |
| Єгипетський вовк Canis a. lupaster  | Hemprich та Ehrenberg, 1833  | Єгипет, Алжир, Малі, Ефіопське нагір'я, Сенегал | C. aureus lupaster C. lupaster C. lupus lupaster C. sacer (Hemprich and Ehrenberg, 1833)                           |
| Сомалійський вовк Canis a. riparius | Hemprich and Ehrenberg, 1832 | Сомалі, Ефіопія, Еритрея                        | hagenbecki (Noack, 1897) mengesi (Noack, 1897) somalicus (Lorenz, 1906)                                            |
| Мінливий вовк Canis a. soudanicus   | Thomas, 1903                 | Сомалі                                          | doederleini (Hilzheimer, 1906) nubianus (Cabrera, 1921) thooides (Hilzheimer, 1906) variegatus (Cretzschmar, 1826) |